# Ахматова Олена Давидівна
Оле́на Дави́дівна Ахма́това (справжнє прізвище — Воло́дько; нар. 27 квітня (9 травня) 1894 — пом. 11 січня 1974) — українська оперна та концертна співачка (мецо-сопрано), вокальна педагогиня; солістка Київської, Харківської, Ташкентської, Свердловської, Донецької, Дніпропетровської опери та Київської філармонії; викладачка Львівського музичного училища та Львівської консерваторії; артистка Львівського оперного театру.

## Життєпис
Народилася 9 травня 1894 року (27 квітня 1894 за старим стилем) у Києві, в Російській імперії (тепер — столиця України).
У 1920 році закінчила Київський вищий музично-драматичний інститут (клас Олени Муравйової). У 1923 році — Київську консерваторію (клас Етторе Гандольфі). Також навчалася у Студії вдосконалення мистецтва оперного співу професора Луїджі Габрієллі.
1920—1922 — артистка Українського вокального ансамблю (октету) під керівництвом Якова Степового. Збереглись її спогади про композитора Степового та програмка її концерту з недрукованих творів композитора.
1923—1925, 1927—1928 — солістка Київського оперного театру.
1925—1926 — солістка Ташкентського театру опери та балету.
1926—1927 — солістка Харківського театру опери та балету.
1928—1932 — солістка Свердловського театру опери та балету.
1932—1933 — солістка Донецького театру опери та балету.
1933—1934 — солістка Дніпропетровського театру опери та балету.
1935—1940 — артистка і викладачка в Київській філармонії.
У 1937 році отримала диплом Спілки композиторів України за найкраще виконання творів Віктора Косенка, Лева Ревуцького, Бориса Лятошинського (Конкурс виконавців творів радянських композиторів).
1940 — викладачка Львівського музичного училища.
1942—1944 — викладачка Львівської музичної школи з українською мовою навчання.
1944—1945 — старша викладачка, 1946—1959 — доцентка кафедри сольного співу Львівської консерваторії та викладачка Львівського музичного училища.
1944—1945 — артистка Львівського оперного театру.
Померла  11 січня 1974 року у Львові.

## Творчість
У концертах широко пропагувала твори українських композиторів (Лисенка, Степового, Стеценка, Барвінського, Людкевича), народні пісні. 
Партнерами на сцені були Леонід Собінов, Антоніна Нежданова, Іван Козловський, Марк Рейзен, Сергій Мигай та інші. Співпрацювала з композитором Левом Штейнбергом.
Серед учнів Ахматової лауреати конкурсів та солісти театрів: А. Жуков, Л. Іщенко, О. Бурмістрова, В. Соколова, Н. Нестеренко-Лазарчук, І. Краснопольський та інші.

### Партії
- Кармен (однойменна опера Жоржа Бізе)
- Амнеріс («Аїда» Джузеппе Верді)
- Лола («Сільська честь» П'єтро Масканьї)
- Одарка («Запорожець за Дунаєм» Семена Гулака-Артемовського)
- Мнішек («Борис Годунов» Модеста Мусоргського)
- Любаша («Царева наречена» Миколи Римського-Корсакова)
- Кончаківна («Князь Ігор» Олександра Бородіна)
- Ольга («Євгеній Онєгін» Петра Чайковського)

## Праці
- Людина великої душі // Соломія Крушельницька. Спогади. — Київ: Музична Україна, 1978. Ч. 1. — С. 305-306.
- До питання про дикцію в співі (неопублікована).